# 마리밭쥐
마리밭쥐(Volemys musseri)는 비단털쥐과에 속하는 설치류의 일종이다. 중국에서만 발견된다. 마리밭쥐는 마리밭쥐속에 속하는 두 종의 하나이고, 나머지 종은 쓰촨밭쥐(Volemys millicens)이다.